# Braya
Braya es un género de plantas fanerógamas de la familia Brassicaceae. Comprende 79 especies descritas y de estas, solo 11 aceptadas.

## Descripción
Son pequeñas hierbas perennes cespitosas, ramificadas desde la base con tallo erecto, peludo con pelos simples y ramificados, a menudo cobrizo-rojo o violáceo en apariencia. Hojas radicales densamente rosuladas, lineales o estrechamente oblongas, se estrechan por debajo, sésiles o subsésiles, enteras o oscuramente dentadas. Racimos muy floreados, a menudo congestionados o capitados, ebracteados, raramente 1-2-brácteas abajo, poco o nada alargando en la fruta. Flores pequeñas, blancas, amarillo pálido o rosado-violeta; pedicelos cortos, espesado ligeramente en las frutas.  Frutas corto, subsiliculas a silicua, a menudo oblongo-elipsoide, bilocular, dehiscente, glabras;  semillas de pocas a muchas, de forma ovoide, cuando no mucilaginosa mojada.

## Taxonomía
El género fue descrito por Sternb. et Hoppe y publicado en Denkschriften der Koeniglich-Baierischen Botanischen Gesellschaft in Regensburg 1: 65. 1815.

## Especies aceptadas
A continuación se brinda un listado de las especies del género Braya aceptadas hasta julio de 2014, ordenadas alfabéticamente. Para cada una se indica el nombre binomial seguido del autor, abreviado según las convenciones y usos.
- Braya alpina Sternb. & Hoppe
- Braya fernaldii Abbe
- Braya forrestii W.W.Sm.
- Braya glabella Richardson
- Braya humilis (C.A.Mey.) B.L.Rob.
- Braya linearis Rouy
- Braya longii Fernald
- Braya pilosa Hook.
- Braya purpurascens Bunge ex Ledeb.[3]
- Braya rosea (Turcz.) Bunge
- Braya scharnhorstii Regel & Schmalh.
- Braya thorild-wulffii Ostenf.